# لويل جيلمور
لويل جيلمور (بالإنجليزية: Lowell Gilmore)‏ مواليد 20 ديسمبر 1906 في سانت بول، الولايات المتحدة - الوفاة 31 يناير 1960 في هوليوود، الولايات المتحدة، هو ممثل أمريكي بدأ مسيرته الفنية سنة 1929. امتدت مسيرته الفنية لأكثر من 29 عاما. من أعماله صورة دوريان جراي وكنوز الملك سليمان.

## روابط خارجية
- لويل جيلمور على موقع IMDb (الإنجليزية)
- لويل جيلمور على موقع ألو سيني (الفرنسية)
- لويل جيلمور على موقع أول موفي (الإنجليزية)
- لويل جيلمور على موقع قاعدة بيانات برودواي على الإنترنت (الإنجليزية)
- لويل جيلمور على موقع قاعدة بيانات الأفلام السويدية (السويدية)
- لويل جيلمور على موقع إن إن دي بي (الإنجليزية)
- لويل جيلمور على موقع قاعدة بيانات الفيلم (الإنجليزية)
- لويل جيلمور على موقع كينوبويسك (الروسية)